# Голуби (Конотопський район)
Голуби́ — село в Україні, у Конотопському районі Сумської області. Населення становить 98 осіб. До 2020 орган місцевого самоврядування — Біжівська сільська рада.

## Населення

### Мова
Розподіл населення за рідною мовою за даними :
| Мова       | Кількість | Відсоток |
| ---------- | --------- | -------- |
| українська | 97        | 98.98%   |
| російська  | 1         | 1.02%    |
| Усього     | 98        | 100%     |

## Географія
Село Голуби розташоване на лівому березі річки Біж, вище за течією на відстані 3 км розташоване село Біжівка, нижче за течією на відстані 2.5 км розташоване селище Озерне, на протилежному березі — село Біж.
Поруч пролягає автомобільний шлях Т 2504.

## Історія
- Село постраждало внаслідок геноциду українського народу, проведеного урядом СССР 1932–1933 та 1946–1947 роках.
- 12 червня 2020 року, відповідно до розпорядження Кабінету Міністрів України № 723-р «Про визначення адміністративних центрів та затвердження територій територіальних громад Сумської області», село увійшло до складу Буринської міської громади[2].
- 19 липня 2020 року, в результаті адміністративно-територіальної реформи та ліквідації Буринського району, увійшло до складу новоутвореного Конотопського району[3].